# Thelypodium stenopetalum
Thelypodium stenopetalum är en korsblommig växtart som beskrevs av Sereno Watson. Thelypodium stenopetalum ingår i släktet Thelypodium och familjen korsblommiga växter. Inga underarter finns listade i Catalogue of Life.